# Daniel von Lapp
Daniel von Lapp (* 11. Mai 1836 in Ixheim, damals Bayern, heute Pfalz; † 14. Oktober 1910 in Graz) war ein deutscher Eisenbahnbauunternehmer und Industrieller.

## Leben

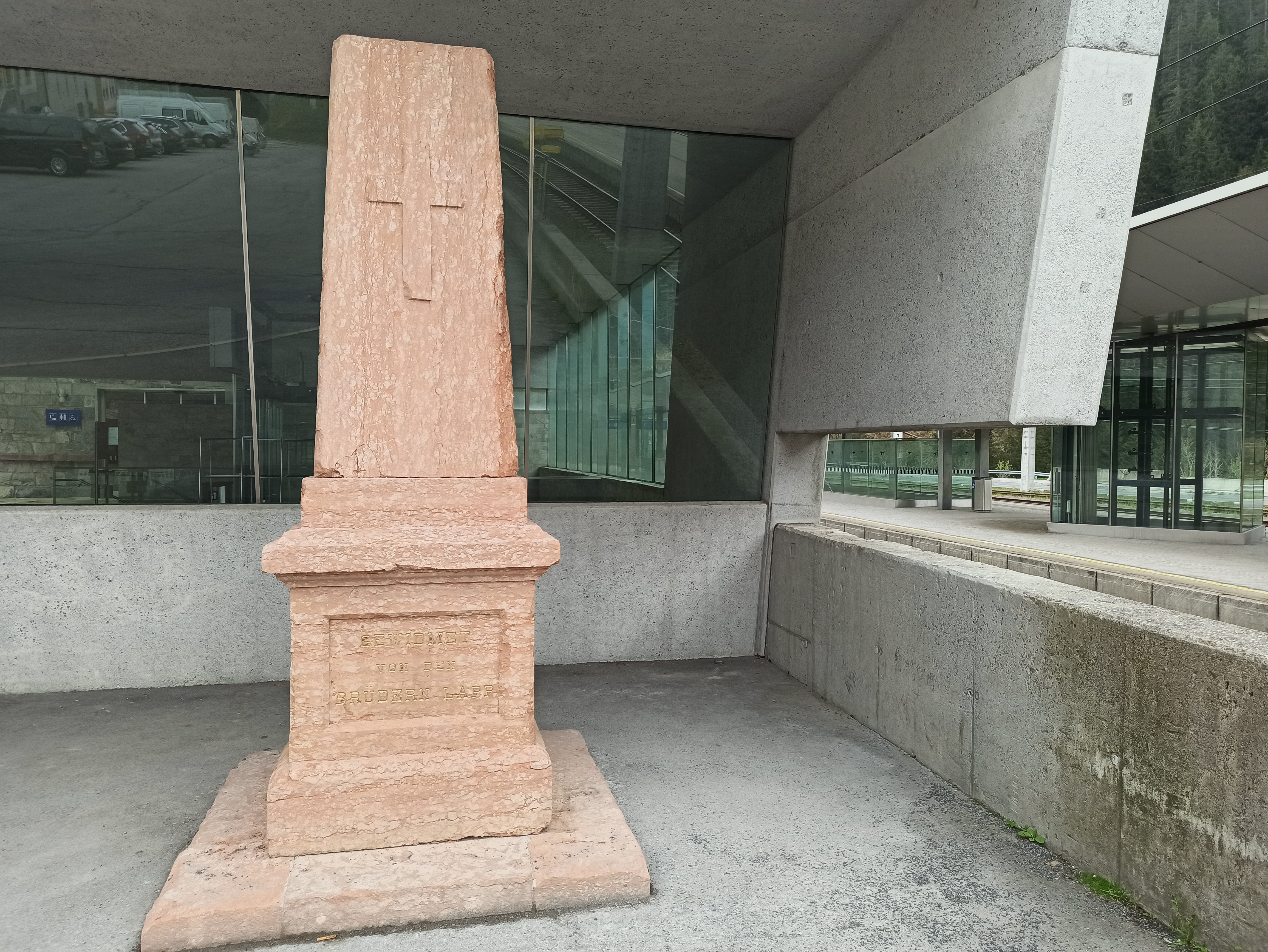
Opferdenkmal Arlbergeisenbahntunnel 1880–1884 in Langen am Arlberg, Gewidmet von den Brüdern Lapp: Daniel, Ludwig und Jakob.

Daniel Lapp war anfangs als Bauunternehmer in Deutschland tätig. 1871 ging er in die Steiermark, wo er als Bahnbauunternehmer die Bahnlinien Schwanberg – Wies mit Nebenstrecken nach Steieregg und Pölsing sowie Reichberg-Friedland ausbaute und dabei als erste Bahnbaufirma mit Dampf betriebene Bohrmaschinen einsetzte.
1880 wurde ihm und seinen Brüdern Ludwig und Jakob der Bau der Vorarlberger Westseite des Arlbergeisenbahntunnels übertragen, den er in dreieinhalb Jahren, statt der vorgesehenen fünfjährigen Bauzeit, vollendete.
1875 erwarb er gemeinsam mit seinem jüngsten Bruder Friedrich August Lapp eine Tischler- und Schlosserwarenfabrik in Graz und 1892 eine Eisen- und Bergbaugesellschaft in Rottenmann in der Steiermark, deren Leitung er 1875 dem Bruder übertrug, der am Polytechnikum Zürich studiert und später in Deutschland und Amerika praktiziert hatte.
1875 kaufte Lapp das Gut Hornegg in Preding, welches er zu einem landwirtschaftlichen Mustergut ausbaute. 1885 erwarb er Abbaurechte von Kohle in Schalltal bei Wöllan (Velenje) und das Glanzkohlenbergwerk Buchberg bei Cilli (Celje), siehe Teilstrecke Cilli–Wöllan der Lavanttalbahn, und entdeckte ebendort eines der größten Braunkohlenlager Europas. Lapp gründete die erste Brikettfabrik der Steiermark. Sein letzter Bahnbau war die Strecke Cilli-Wöllan, die er mitfinanzierte und 1891 eröffnet wurde.

## Auszeichnungen
- 1886 Adelung durch Kaiser Franz Joseph I. für seine Leistungen beim Arlbergtunnelbau
- Jahr? Ehrenbürger der Marktgemeinde Preding